# Лопушне (Лопушненська сільська громада)
Лопу́шне — село центр Лопушненської сільської громади Кременецького району Тернопільської області. Розташоване на заході району. До 2015 адміністративний центр сільської ради, якій були підпорядковані села Крутнів і Раславка. До Лопушного приєднано хутори Гаї, Кізлів і Козорівщина.
Від вересня 2015 року — центр Лопушненської сільської громади.
Населення — 743 особи (2001).

## Географія
Через село протікає дві малих річки - притоки Ікви та проходить автошлях Т 2013. На околиці села знаходиться ботанічний заказник місцевого значення Курилиха.

## Історія
Перша писемна згадка — 1512. 1545 — власність Дмитра Вишневецького.
На 1936 рік село входило до ґміни Почаїв Кременецького повіту. 
12 червня 2020 року, відповідно до розпорядження Кабінету Міністрів України № 724-р «Про визначення адміністративних центрів та затвердження територій територіальних громад Тернопільської області», увійшло до складу Лопушненської сільської громади.
19 липня 2020 року, в результаті адміністративно-територіальної реформи та ліквідації Кременецького (1940-2020) району, село увійшло до складу новоутвореного Кременецького району.

## Населення
За даними перепису населення 2001 року мовний склад населення села був таким:

### Мова
Розподіл населення за рідною мовою за даними перепису 2001 року:
| Мова       | Кількість | Відсоток |
| ---------- | --------- | -------- |
| українська | 797       | 99.63%   |
| російська  | 2         | 0.25%    |
| румунська  | 1         | 0.12%    |
| Усього     | 800       | 100%     |

## Пам'ятки
- церква святої Покрови (1916 р., мурована).
- могила на місці загибелі 11 вояків УПА (1992).
- пам'ятник воїнам-односельцям, полеглим у німецько-радянській війні (1985).

## Соціальна сфера
Діють загальноосвітня школа І-ІІІ ступенів, клуб,бібліотека, АЗПСМ

## Відомі люди

### Народилися
- вчений-бібліограф, журналіст Максим Бойко,
- співак М. Сушка

### Померли
- Климишин Іван (Крук) (псевдо: Крук) (* 1918 — † 7 травня 1944, Лопушненський ліс, район с. Лопушне, Кременецький район, (можливо с. Лопушне, Лановецький район), Тернопільська область) — організатор перших збройних відділів УПА, командир куреня.

## Галерея

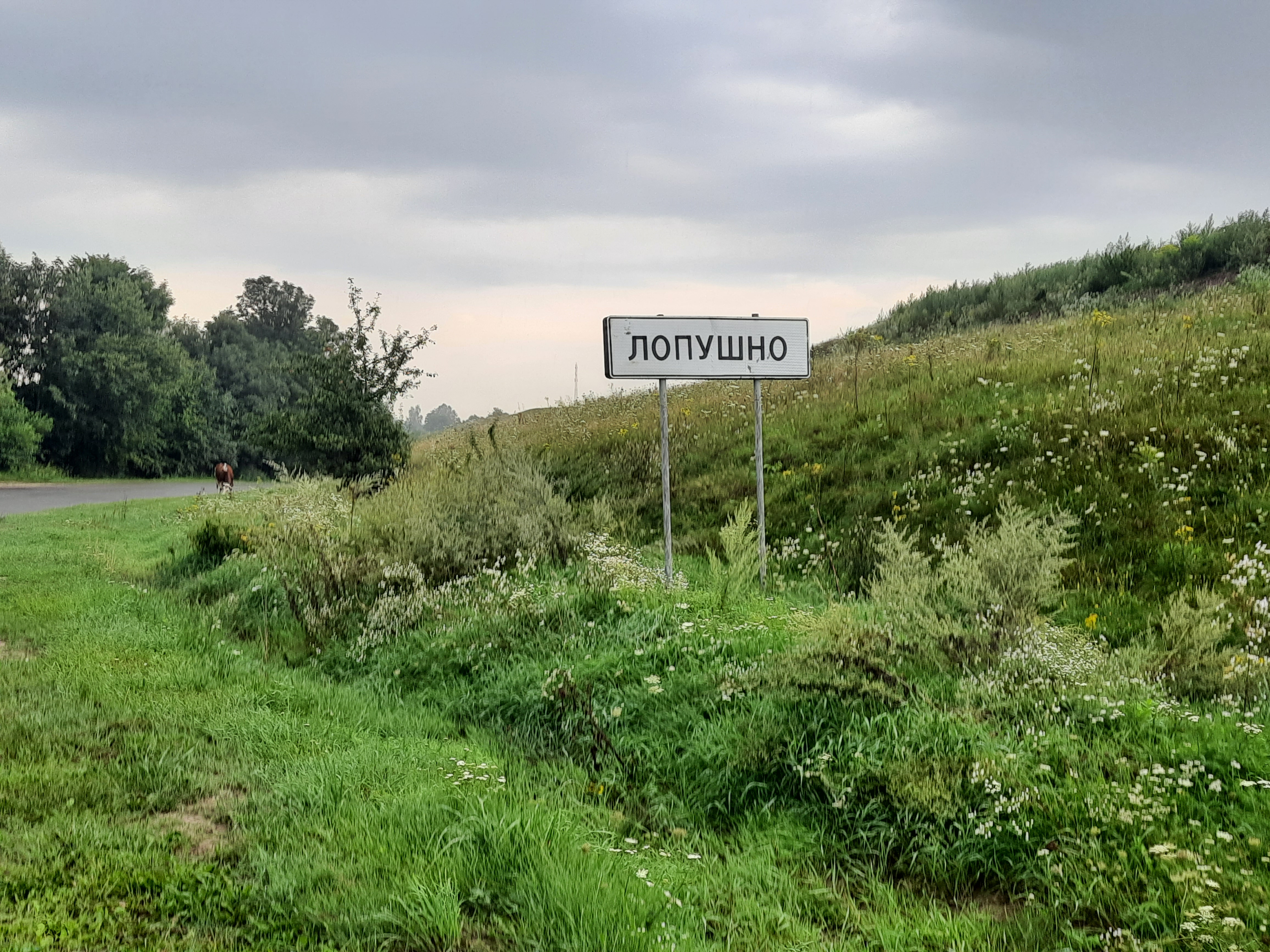
Дорожній знак при в'їзді в село
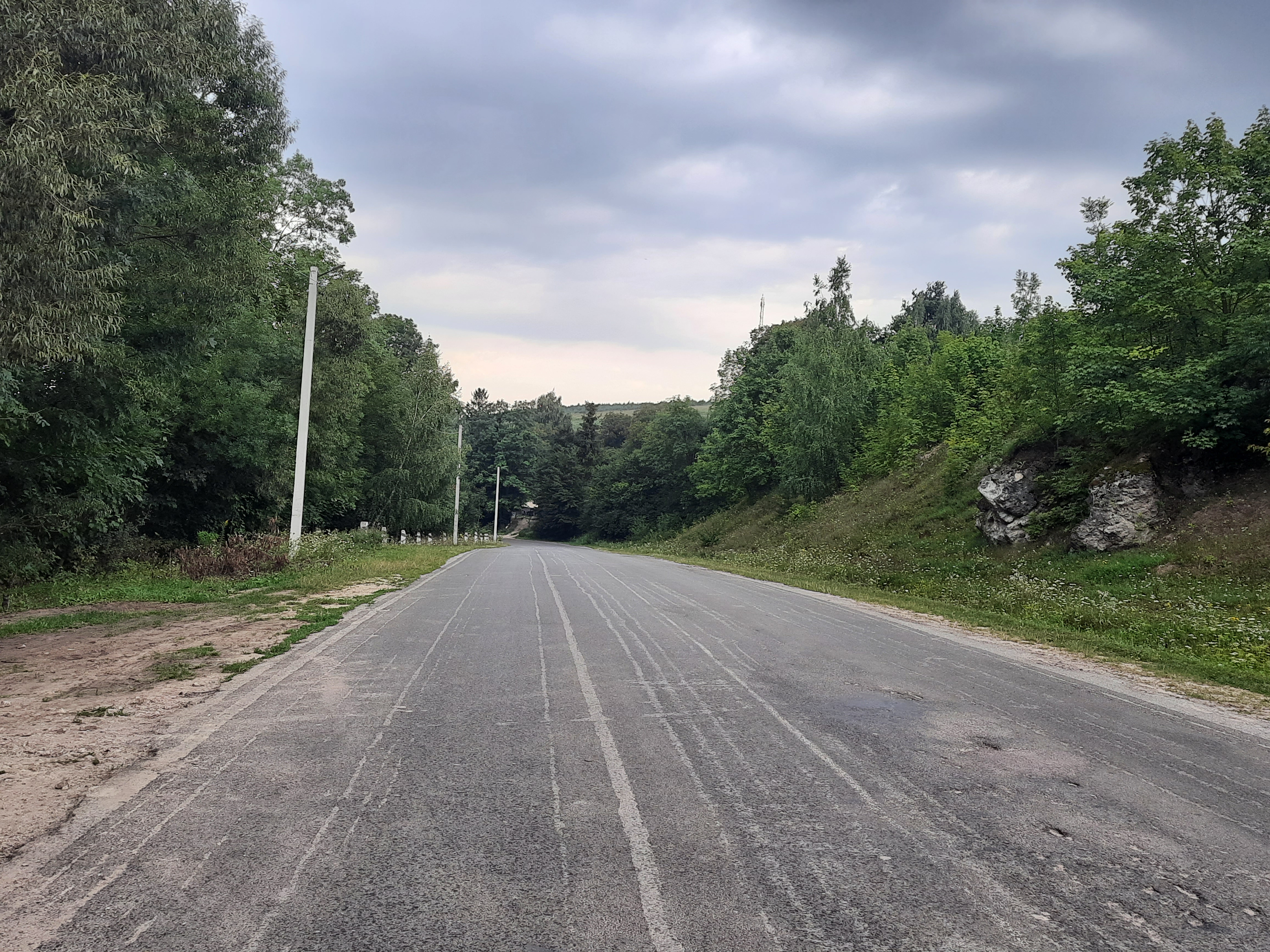
В'їзд у село
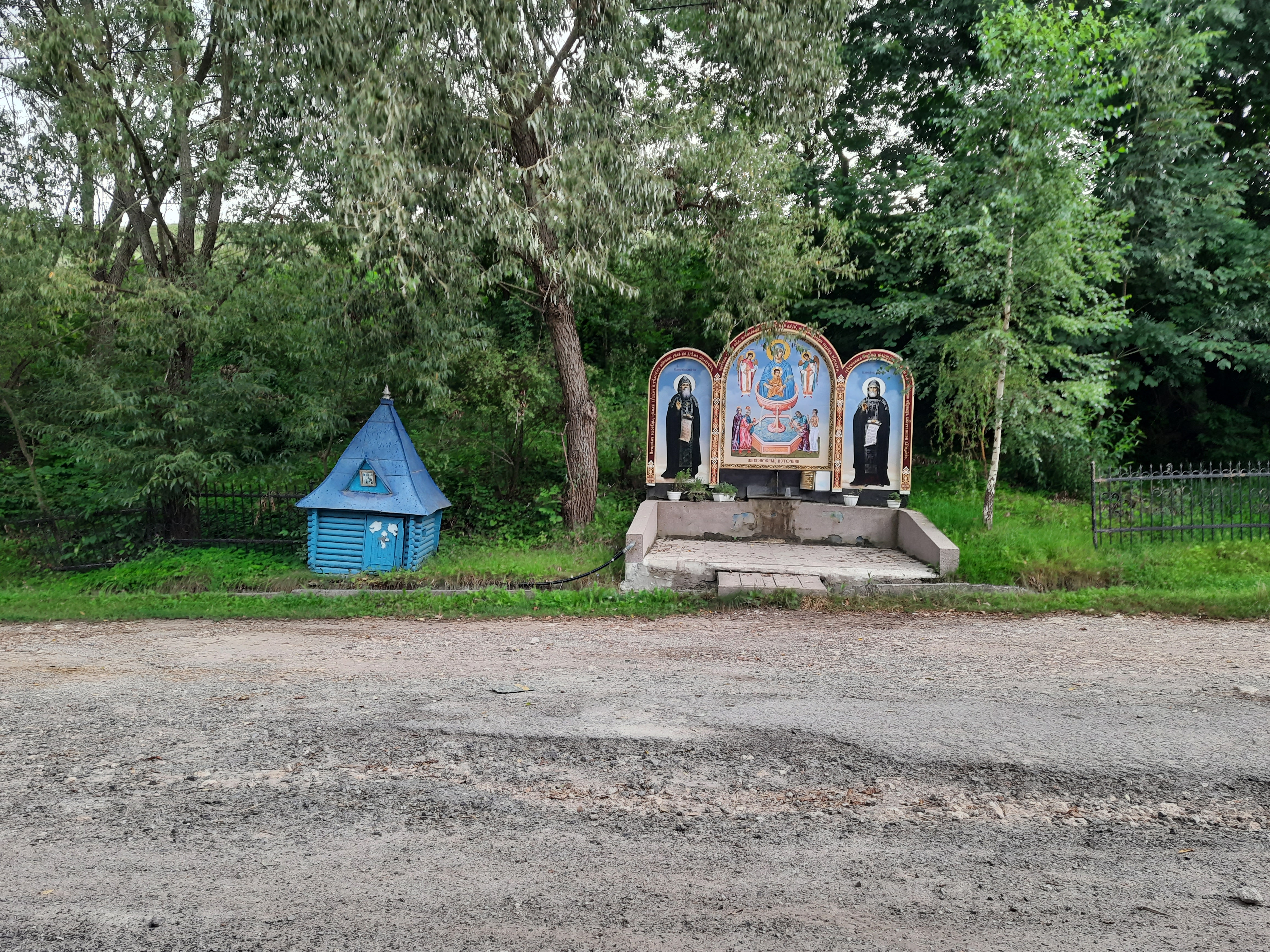
Джерело
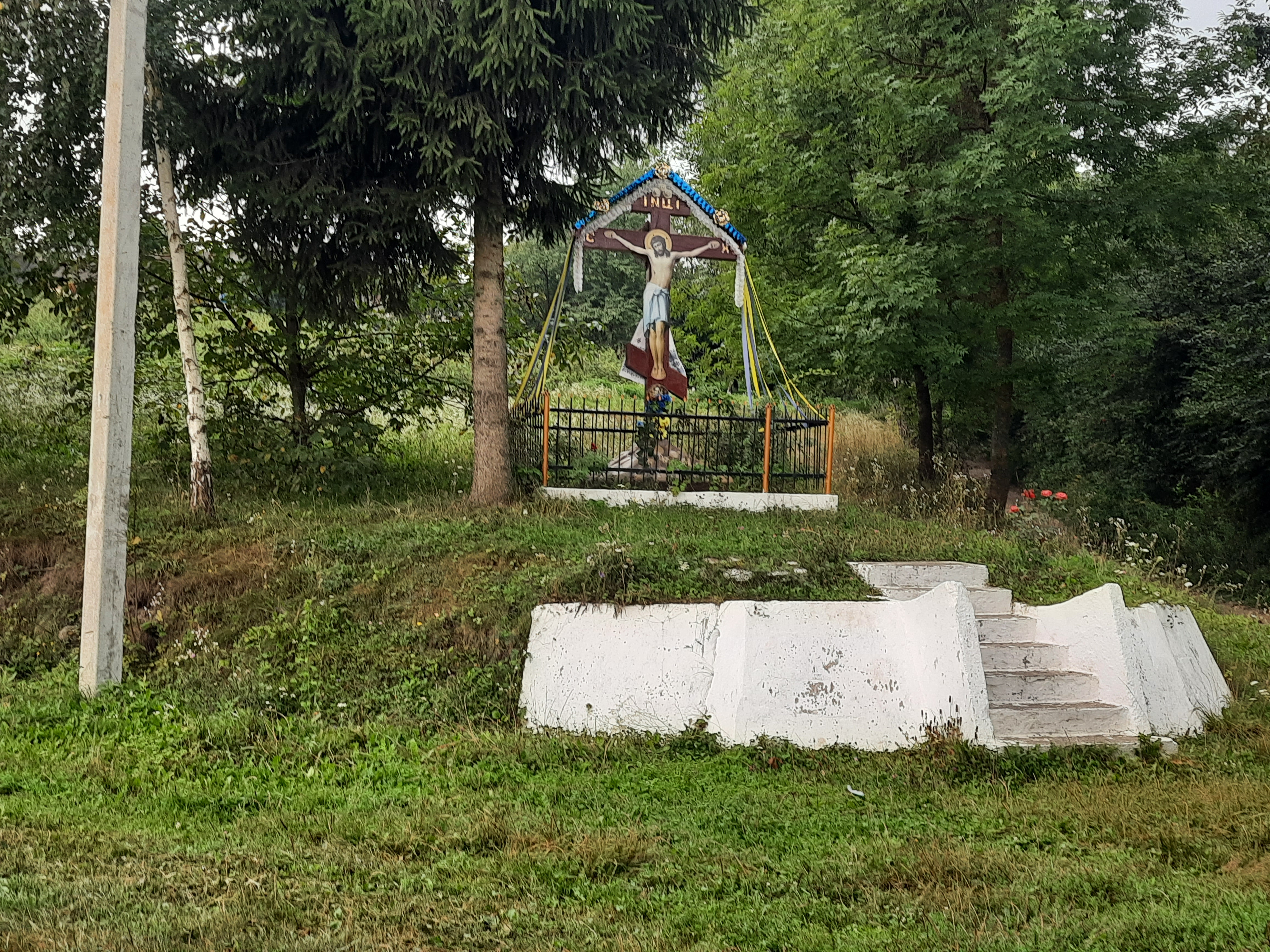
Пам'ятний хрест